# توتنهام هوتسبير موسم 2009–10
كان موسم 2009–10 هو الموسم الثامن عشر لتوتنهام هوتسبير في الدوري الإنجليزي الممتاز والموسم الثاني والثلاثين على التوالي للنادي في الدرجة الأولى من نظام الدوري الإنجليزي لكرة القدم.
بدأ توتنهام الموسم تحت قيادة المدير الفني هاري ريدناب، في أول موسم كامل له مع النادي، حيث قام بتوقيع 7 لاعبين جدد خلال فترتي الانتقالات مع مغادرة 16 لاعباً لملعب وايت هارت لين طوال الموسم.
جمع توتنهام 70 نقطة ليحتل المركز الرابع، وهو أعلى ترتيب للنادي في الدوري الإنجليزي الممتاز في ذلك الوقت (قبل أن يحتل المركز الثاني تحت قيادة بوتشيتينو في موسم 2016–17)، وتنافس في دوري أبطال أوروبا لأول مرة في تاريخه. آخر مرة تنافسوا فيها في المستوى الأعلى من بطولات كرة القدم الأوروبية كانت في عام 1961–62.
بلغ متوسط الحضور الجماهيري على ملعب توتنهام هوتسبير 35,794، وهو تاسع أعلى معدل في الدوري الإنجليزي الممتاز للموسم الثاني على التوالي.